# تقسیمات کشوری اندونزی
اندونزی دارای چهار سطح تقسیمات اداری به ترتیب، سطح نخست استان‌ (به اندونزیایی: Provinsi)، سطح دوم به‌صورت یکسان ریجنسی (معادل شهرستان) (به اندونزیایی: kabupaten)، (به انگلیسی: regency) و شهر (به اندونزیایی: kota)، سطح سوم کچامتان (معادل بخش) و سطح چهارم به‌طور یکسان روستا و محلهٔ شهری می‌باشد. استان‌ها، شهرستان‌ها و شهرها دارای دولت‌های محلی و نهادهای پارلمانی خود هستند.
از هنگام اجرای قانون شماره ۲۲ سال ۱۹۹۹ درباره دولت محلی (این قانون با قانون‌های شماره ۳۲ سال ۲۰۰۴، شماره ۲۳ سال ۲۰۱۴، و قانون جامع اشتغال‌زایی سال ۲۰۲۳ مورد بازنگری قرار گرفته است) دولت‌های محلی اکنون در اداره مناطق خود نقش پررنگ‌تری ایفا می‌کنند. با این حال، سیاست خارجی، دفاع (شامل نیروهای مسلح و پلیس ملی)، نظام حقوقی، و سیاست پولی، همچنان در حوزه صلاحیت دولت ملی باقی مانده‌اند.
از سال ۲۰۰۵ و با اجرای قانون شماره ۳۲ سال ۲۰۰۴، رؤسای دولت‌های محلی (استانداران، فرمانداران و شهرداران) از طریق انتخابات مردمی به‌صورت مستقیم انتخاب می‌شوند.

## سطح نخست تقسیمات
تقسیمات سطح اول در اندونزی استان‌ نام دارد. استان توسط یک استاندار (به اندونزیایی: Gubernur) اداره می‌شود. هر استان دارای شورای منطقه‌ای ویژهٔ خود است که به آن «شورای نمایندگان مردم منطقه» (به اندونزیایی: Dewan Perwakilan Rakyat Daerah (DPRD)) گفته می‌شود. استانداران و نمایندگان با رأی مستقیم مردم برای دوره‌های پنج‌ساله انتخاب می‌شوند. استان‌ها پیش‌تر با عنوان «مناطق سطح یک» (به اندونزیایی: Daerah Tingkat I) نیز شناخته می‌شدند. اندونزی به ۳۸ استان تقسیم شده است. نه استان دارای وضعیت ویژه‌اند، شامل:
- منطقه ویژه جاکارتا: جاکارتا بزرگ‌ترین شهر اندونزی است. استاندار جاکارتا اختیار انتصاب یا برکناری شهرداران و فرمانداران را در محدوده این منطقه دارد. دولت محلی مجاز به همکاری با سایر شهرهای کشورهای دیگر است.[۶]
- آچه: آچه نقش گسترده‌تری در حکومت محلی دارد که شامل اجرای قوانین احکام اسلامی (برای شهروندان مسلمان)، پرچم و سرود استانی ویژه، اجازه فعالیت احزاب سیاسی محلی، و تصمیمات یا قوانینی وضعی توسط دولت مرکزی که مستقیماً بر اداره آچه تأثیر می‌گذارند، باید به دولت محلی یا نهاد قانون‌گذاری منطقه‌ای ارجاع داده شوند.[۷]
- منطقهٔ ویژه یوگیاکارتا: سلطان یوگیاکارتا، از نظر عملی و قانونی استاندار یوگیاکارتا محسوب می‌باشد، زیرا هنگام انتخاب استاندار، اولویت به او داده می‌شود.  سلطنت یوگیاکارتا، برای سده‌ها، در این منطقه حکمرانی کرده است.[۸] با این وجود، در دهه ۲۰۰۰ دولت مرکزی قانونی را پیشنهاد داد که استاندار باید مانند سایر استان‌ها با رأی مستقیم مردم انتخاب شود، در حالی که هنوز به سلطان قدرت سیاسی قابل‌توجهی داده می‌شد. از ۳۱ اوت ۲۰۱۲، قانون شماره ۱۳ سال ۲۰۱۲ درباره ویژه بودن منطقه یوگیاکارتا توسط دولت مرکزی تصویب شده و بر اساس این قانون، یوگیاکارتا خود را به عنوان استان نپذیرفته، اما منطقه‌ای در سطح استان می‌داند.[۹][۱۰][۱۱] در منطقهٔ ویژه یوگیاکارتا، شاهزاده‌نشین پاکوالامان نیز وجود دارد. شاهزاده پاکوالامان همچنین یک مقام موروثی است و به عنوان معاون استاندار یوگیاکارتا خدمت می‌کند.[۱۲]
- پاپوآ: از سال ۲۰۰۱، دولت محلی نقش بیشتری ایفا می‌کند. استاندار باید اصالتاً پاپوآیی باشد.[۱۳]
- پاپوآی مرکزی: این استان، در سال ۲۰۲۲ از پاپوآ جدا شده است.[۱۴][۱۵]
- پاپوآی کوهستانی: این استان در سال ۲۰۲۲ از پاپوآ جدا شده، و تنها استان محصور در خشکی در اندونزی می‌باشد.[۱۴][۱۵]
- پاپوآی جنوبی: این استان در سال ۲۰۲۲ از پاپوآ جدا شد.[۱۴][۱۵]
- پاپوآی غربی: این استان در سال ۲۰۰۳ از پاپوآ جدا شد. یک مقرره‌ی سال ۲۰۰۸ از سوی دولت ملی تأیید می‌کند که وضعیت خودمختاری ویژه در پاپوآ، همچنین برای پاپوآی غربی نیز اعمال می‌شود.[۱۶]
- پاپوآی جنوب‌غربی: این استان در سال ۲۰۲۲ از پاپوآی غربی جدا شد.

استان‌های اندونزی

## سطح دوم تقسیمات
تقسیمات سطح دوم اندونزی، متشکل از شهرستان‌ یا ریجنسی (به اندونزیایی: kabupaten، کابوپاتن)، (به انگلیسی: regency) و شهر (به اندونزیایی: kota، کوتا) می‌باشد. این تقسیمات، سطحی از حکومت محلی‌اند که زیر سطح استان قرار دارند. با این حال، آن‌ها از میزان بیشتری از تمرکززدایی امور، مانند فراهم کردن مدارس دولتی و مراکز بهداشت عمومی، نسبت به نهاد استانی برخوردارند. آن‌ها پیش‌تر به‌طور کلی با عنوان مناطق سطح دوم (به اندونزیایی: Daerah Tingkat II) شناخته می‌شدند. شهرستان و شهر هر دو در یک سطح قرار داشته و هرکدام دارای دولت محلی و نهاد قانون‌گذاری ویژهٔ خود هستند. تفاوت بین شهرستان و شهر، در جمعیت‌شناسی، اندازه و اقتصاد آن‌ها می‌باشد. به‌طور کلی، شهرستان‌ها وسعت بیشتری نسبت به شهرها داشته و شهرها دارای فعالیت‌های اقتصادی غیر کشاورزی می‌باشند. شهرستان توسط یک فرماندار (به اندونزیایی: Bupati، بوپاتی) اداره می‌شود و شهر توسط یک شهردار (به اندونزیایی: wali kota، والی کوتا) اداره می‌شود. فرماندار یا شهردار و اعضای شورای نمایندگان با رأی مستقیم مردم برای دوره‌ای پنج‌ساله انتخاب می‌شوند.

## سطح سوم تقسیمات
شهرستان‌ها (ریجنسی‌ها) و شهرها به بخش‌هایی تقسیم می‌شوند که شامل اصطلاحات مختلف زیر می‌باشد:
- کچامتان (معادل بخش‌) (به اندونزیایی: Kecamatan) توسط یک بخش‌دار  (به اندونزیایی: camat، کامت) اداره می‌شود. بخش‌دار یک کارمند دولت است که به فرماندار (در شهرستان) یا شهردار (در شهر) پاسخگو می‌باشد. بخش‌ها در بیشتر مناطق اندونزی وجود دارند.[۱۸]
- ناحیه (Distrik) که توسط رییس ناحیه (Kepala Distrik) اداره می‌شود، در استان‌های واقع در گینه نوی غربی کاربرد دارد.[۱۳]

- در منطقه ویژه یوگیاکارتا، بخش یا زیربخش (به اندونزیایی: kapanewon، کاپانِوون) (برای تقسیمات شهرستان‌ یا ریجنسی) توسط پانِوو (به اندونزیایی: panewu معادل فرماندار) اداره می‌شود، و کمانترن (به اندونزیایی: kemantren معادل شهر) (برای تقسیمات فرعی شهر یوگیاکارتا) که توسط مانتری پامونگ پراجا (به اندونزیایی: mantri pamong praja معادل شهردار) اداره می‌شود، کاربرد دارد.[۱۹][۲۰]

## سطح چهارم تقسیمات
طبق بند «۲» ماده (۲) قانون ۲۳/۲۰۱۴ درخصوص دولت محلی، کچامتان‌ها (بخش‌ها) به روستاها (به اندونزیایی: desa) و محله‌های شهری (به اندونزیایی: kelurahan) تقسیم میشوند. اصطلاح دسا، بیشتر برای ریجنسی‌ها (شهرستان) و اصطلاح کلوراهان بیشتر برای شهرها به‌کار میرود.
هر دو روستا (desa) و محله شهری (kelurahan) در یک سطح تقسیم‌بندی قرار دارند، اما روستا (desa) در امور محلی از قدرت بیشتری نسبت به محله شهری (kelurahan) برخوردار است. در یک استثنا در آچه، بخش‌ها نخست به موکیم (mukim) تقسیم شده و سپس با تقسیم‌بندی‌های بیشتری به گامپونگ (gampong) تقسیم می‌شوند.

### روستا (Desa)
در زبان اندونزیایی، واژه روستا (desa) معادل واژه انگلیسی «village» بار معنایی روستایی دارد. در زمینهٔ تقسیمات اداری، روستا می‌تواند به‌عنوان نهادی که بر اساس سنت‌های محلی شناخته‌شده منطقه، بر مردم محلی اختیار و قدرت دارد، تعریف شود. روستا توسط «دهیار» (به اندونزیایی: kepala desa) اداره می‌شود که با رأی مستقیم مردم انتخاب می‌شود.
جمعیت دسا، حدود 65 درصد از کل جمعیت اندونزی را تشکیل میدهد.
بیشتر روستاهای اندونزی از واژه (desa) استفاده می‌کنند، اما در برخی مناطق از اصطلاحات دیگری،به شرح زیر، استفاده می‌شود:
- گامپونگ (Gampong) در آچه
- ناگاری (Nagari) در سوماترای غربی[a]
- دوسون (Dusun) در شهرستان بونگو (جامبی)[b]
- واژهٔ کمپونگ (Kampung) در برخی مناطق اندونزی شامل:[c]

۱- در استان لامپونگ (شهرستان‌های لامپونگ مرکزی، مسوجی،  تولانگ باوانگ، وی‌کانان، و تولانگ باوانگ غربی)
۲- در کالیمانتان شرقی (شهرستان‌های بَراو و کوتای غربی)   - استان‌های واقع در گینه نوی غربی
- واژهٔ پکون (Pekon): در شهرستان‌های پرینگسئو، تانگاموس و لامپونگ غربی (استان لامپونگ)
- در بالی، دو نوع «دسا» وجود دارد: دسا دیناس (desa dinas) به معنی «روستای خدماتی»، دسا آدات (desa adat) به معنی «روستای فرهنگی». دسا دیناس مسئول امور اداری است، در حالی که دسا آدات مسئول امور دینی و فرهنگی می‌باشد.
- واژهٔ لمبانگ (Lembang): در شهرستان‌های تانا تراجا و شمال توراجا (استان سولاوسی جنوبی)

- واژهٔ کالوراهان (Kalurahan): در منطقه ویژه یوگیاکارتا.[۲۰]

### محلهٔ شهری (Kelurahan)
اگرچه روستا (desa) و محله شهری (kelurahan) هر دو بخشی از یک بخش‌اند، محله شهری استقلال کمتری نسبت به روستا دارد. محله شهری توسط یک لورا (lurah) اداره می‌شود. «لوراها» کارمندان دولت هستند که مستقیماً به «کامت‌ها یا بخش‌دارها» پاسخگو هستند.

## وضعیت
جدول زیر فهرست استان‌ها، شهرستان‌ها و شهرهای کنونی اندونزی را نشان می‌دهد.
| سطح   | نوع (فارسی)  | نوع (اندونزیایی)                            | نوع (انگلیسی)       | رییس دولت(فارسی)      | رییس دولت (اندونزیایی)                               | رییس دولت(انگلیسی)          | شمار   |
| ----- | ------------ | ------------------------------------------- | ------------------- | --------------------- | ---------------------------------------------------- | --------------------------- | ------ |
| یکم   | استان‌        | Provinsi                                    | Province            | استاندار              | Gubernur                                             | Governor                    | ۳۸     |
| دوم   | شهرستان      | Kabupaten                                   | Regency             | فرماندار              | Bupati                                               | Regent                      | ۴۱۶    |
| دوم   | شهر          | Kota                                        | City                | شهردار                | Wali Kota                                            | Mayor                       | ۹۸     |
| سوم   | بخش          | Kecamatan, distrik, kapanewon, یا kemantren | District            | بخشدار                | Camat, kepala distrik, panewu or mantri pamong praja | Head of district            | ۷،۲۶۶  |
| چهارم | روستا/زیربخش | Desa یا kelurahan                           | Village/subdistrict | دهیار/ رییس محله شهری | Kepala desa یا lurah                                 | Head of village/subdistrict | ۸۳،۴۶۷ |

## یادداشت
- ^  except Mentawai Islands Regency
- ^  In other places, "
- dusun" is an administrative division form below "desa".
- ^  In other places, "kampung" is equal with "dusun", except in Bungo, Jambi.